# Achelia
Achelia es un género de artrópodos picnogónidos de la familia Ammotheidae.

## Especies
La siguiente lista son las especies válidas del género Achelia
- Achelia adelpha  Child, 1970
- Achelia alaskensis  (Cole, 1904)
- Achelia anomala  Arnaud, 1974
- Achelia armata  Bouvier, 1916
- Achelia aspera  Loman, 1923
- Achelia assimilis  (Haswell, 1885)
- Achelia australiensis  Stock, 1954
- Achelia barnardi  Stock, 1959
- Achelia besnardi  Sawaya, 1951
- Achelia bituberculata  Hedgpeth, 1949
- Achelia borealis  (Schimkewitsch, 1895)
- Achelia boschi  Stock, 1992
- Achelia brevicauda  (Loman, 1904)
- Achelia brevirostris  Losina-Losinsky, 1961
- Achelia bullosa  Child, 1996
- Achelia chelata  (Hilton, 1939)
- Achelia columnaris  Stock, 1992
- Achelia communis  (Bouvier, 1906)
- Achelia crurispinifera  Kim & Kim, 1985
- Achelia cuneatis  Child, 1999
- Achelia curticauda  Nakamura, Miyazaki & Child, 1996
- Achelia deodata  Muller, 1990
- Achelia discoidea  Exline, 1936
- Achelia dohrni  (Thompson, 1884)
- Achelia echinata  Hodge, 1864
- Achelia euryfrontalis  Turpaeva, 2000
- Achelia fernandeziana  (Loman, 1920)
- Achelia germanica  (Hodgson, 1915)
- Achelia gracilipes  (Cole, 1904)
- Achelia gracilis  Verrill, 1900
- Achelia hariettae  Marcus, 1940
- Achelia hispida  Hodge, 1864
- Achelia hoekii  (Pfeffer, 1889)
- Achelia japonica  Ortmann, 1890
- Achelia kiiensis  Utinomi, 1951
- Achelia kurilensis  Losina-Losinsky, 1961
- Achelia laevis  Hodge, 1864
- Achelia lagena  Child, 1994
- Achelia lagenaria  Stock, 1992
- Achelia langi  (Dohrn, 1881)
- Achelia latifrons  (Cole, 1904)
- Achelia megacephala  Hodgson, 1915
- Achelia megova  (Hilton, 1943)
- Achelia mixta  Stock, 1994
- Achelia nana  (Loman, 1908)
- Achelia neotenica  Krapp, 1986
- Achelia orientalis  Schimkewitsch, 1913
- Achelia orpax  Nakamura & Child, 1983
- Achelia ovosetosa  (Hilton, 1942)
- Achelia parvula  (Loman, 1923)
- Achelia pribilofensis  (Cole, 1904)
- Achelia quadridentata  (Hodgson, 1910)
- Achelia rostrata  Turpaeva, 2000
- Achelia salebrosa  Losina-Losinsky, 1961
- Achelia sawayai  Marcus, 1940
- Achelia scabra  Wilson, 1880
- Achelia segmentata  Utinomi, 1954
- Achelia serratipalpis  (Bouvier, 1911)
- Achelia setulosa  (Loman, 1912)
- Achelia shepherdi  Stock, 1973
- Achelia simplex  (Giltay, 1934)
- Achelia simplissima  (Hilton, 1939)
- Achelia socors  (Loman, 1908)
- Achelia spatula  Nakamura & Child, 1983
- Achelia spicata  (Hodgson, 1915)
- Achelia spinosa  (Stimpson, 1853)
- Achelia spinoseta  (Hilton, 1939)
- Achelia sufflata  Gordon, 1944
- Achelia superba  (Loman, 1911)
- Achelia tenuipes  Stock, 1990
- Achelia transfuga  Stock, 1954
- Achelia transfugoides  Stock, 1973
- Achelia turba  Stock, 1990
- Achelia vulgaris  (Costa, 1861)
- Achelia watamu  (Müller, 1990)